# Darrell K Royal-Texas Memorial Stadium
O Darrell K Royal-Texas Memorial Stadium é um estádio localizado em Austin, Texas, Estados Unidos, possui capacidade total para 100.119 pessoas, é a casa do time de futebol americano universitário Texas Longhorns football da Universidade do Texas. O estádio foi inaugurado em 1924.